# 黎慶永
黎慶永（1598年—17世紀），字錫公，號耳菴，湖廣岳州府華容縣人，明朝、南明政治人物。

## 生平
黎慶永是天啟四年（1624年）甲子科湖廣鄉試第六十九名舉人，崇禎七年（1634年）甲戌科二甲第十三名進士。都察院觀政，授南京戶部雲南司主事，丁憂。服闋，十一年（1638年）起為北京禮部儀制司主事，十二年（1639年）升禮部祠祭司郎中，十三年（1640年）出為山東按察司僉事，調廣西按察司僉事，十五年（1642年）升貴州布政使司參議，十六年（1643年）升貴州按察使，為百餘死囚免死。弘光元年（1645年）五月南京失陷後，入山建草屋，謝絕人事。

## 著作
著有《西山草堂吾廬詩》。

## 家族
曾祖黎勉哲；祖父黎學貫；父黎志熙。

## 引用
1. 1 2  錢海岳《南明史·卷三十五·列傳第十一》：（弘光）時先後為布政使可紀者，為顧燕詒、孫時偉、莫儼皋、王敬錫、孫朝讓、彭份、龐承寵、徐紹煌、秦一鵬、楊時隆、路進；按察使可紀者，為胡之彬、岳虞巒、王源昌、劉伸、徐維藩、黎慶永、蕭譽、沈冷之、彭敦曆；鹽運使可紀者，為梁招孟云。……慶永，字錫公，華容人。崇禎七年進士。祠祭郎中。以御史出為廣西驛傳僉事，改督學，絕請託。擢按察使，出殊死百人。南京亡，入山。
2. ↑  光緒《華容志·卷九·選舉》：（天啟）甲子（舉人） 黎慶永 耳菴，進士
3. ↑  《崇禎七年甲戌科進士三代履歷》：黎慶永，曾祖勉哲，庠生；祖學貫，庠生；父志熙，庠生。耳菴，書一房，戊戌年正月十三日生，華容縣人，甲子鄉試，會一百四十四名，二甲十三名，都察院觀政，十月授南戶部雲南司主事，戊寅升北禮部儀制司主事，己卯升祠祭司郎中，庚辰升山東僉事，通監運道，調簡，廣西驛傳道僉事。
4. 1 2  光緒《華容志·卷十·人物》：黎慶永，字錫公，號耳菴，崇禎甲戌進士。由祠部郎中遷粵西驛道，攝臬篆，脫殊死者百餘人。督學黔中，請託悉絕，旋擢臬司，不為皦皦行，而自守正。甲申之變，髡緇潛跡，結茅山谷，屏人事，親友罕見其，而所著有《西山草堂吾廬詩》行世。